# П'єнца
П'єнца (італ. Pienza) — муніципалітет в Італії, у регіоні Тоскана,  провінція Сієна.
П'єнца розташовані на відстані близько 150 км на північний захід від Рима, 90 км на південний схід від Флоренції, 40 км на південний схід від Сієни.
Населення — 2129 осіб (2014).

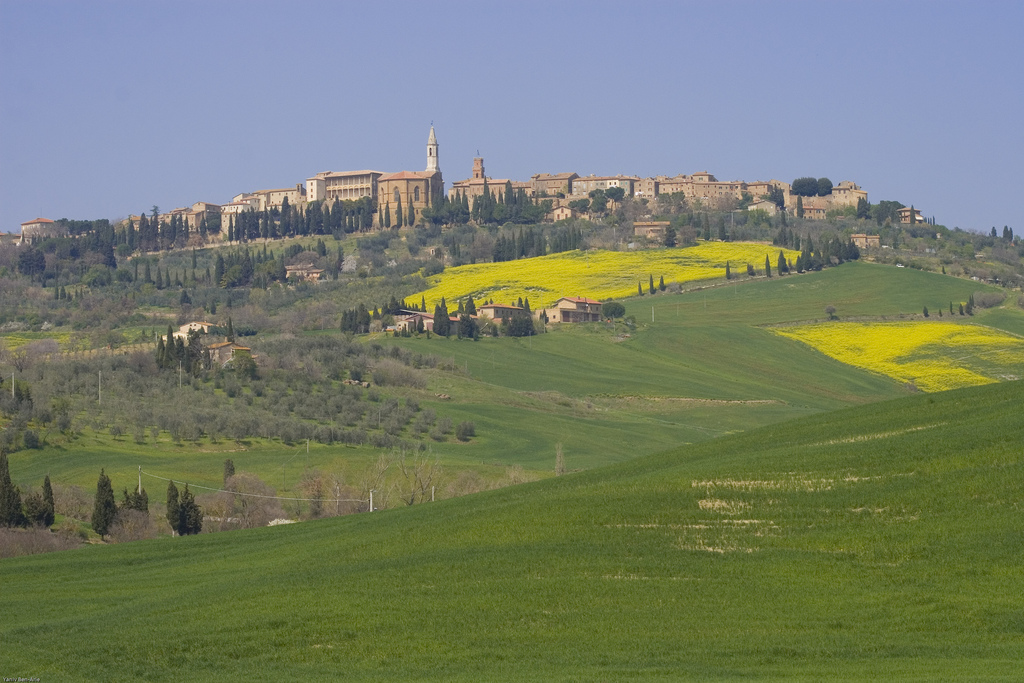

Щорічний фестиваль відбувається 30 листопада. Покровитель — Андрій Первозваний.

## Демографія
Населення за роками:

Станом на 1 січня 2023 року в муніципалітеті офіційно проживало 188 іноземців з 37 країн, серед них 112 громадян країн Євросоюзу та 5 громадян України.

## Сусідні муніципалітети
- Кастільйоне-д'Орчія
- К'янчіано-Терме
- Монтепульчіано
- Радікофані
- Сан-Джованні-д'Ассо
- Сан-Куїрико-д'Орча
- Сартеано
- Торрита-ді-Сьєна
- Трекуанда